# 油女志乃
油女志乃（油女シノ，Aburame Shino）是動漫《火影忍者》中的一個人物。

## 身世

### 關於名字
油女志乃是夕日紅帶領的第八隊的成員。他的名字“油女志乃”發音跟日語中的蚜蟲（油虫 aburamushi）相似。配戴墨鏡與穿著高領外套是其特徵。他的性格偏向於極度的理性，說話模式生硬，習慣自問自答，不輕易表露感情，感情亦無法左右他的判斷力。他的興趣是收集昆蟲，每逢閒暇時間都在觀察和捕捉，還經常和蟲子對話。這些特點讓別人很不舒服，所以很多人都不願意和他組隊。儘管他性情怪僻，但對隊友相當盡責，這可從他執行的任務中很少有人員傷亡中看出。故他常被選作小隊中的領隊。他對別人的內心思想觀察的細緻入微；而且他還有嚴重的神秘主義傾向，到第二部時已把整個臉掩蓋得幾乎看不到，所以像鳴人這類人也未必認得出他。

### 戰鬥模式
戰鬥中，志乃透過精確的分析判斷，充分應用自己的智慧，做出最優化的決定。和鹿丸相似，志乃總是透過比對手思考超前一步來獲得勝利。因此，志乃對他的戰略很有自信，他總把自己每一步的目的告訴對手，在戰鬥最後才現出王牌。作為油女家族的一員，志乃與虫族簽有契約，自己貢獻查克拉給蟲子，蟲子則為自己戰鬥。志乃利用蟲子開發出了一系列忍術，攻擊性、防禦性的都有，包括複製自己的蟲分身。

## 第一部

### 中忍考試篇
中忍考試第一試中，志乃利用蟲子收集情報，成功完成筆試。
野外淘汰賽中，他們隊利用小計謀成功拿到捲軸，趕去終點的路上，他們目睹了我愛羅的殺戮瘋狂，就算是總以智取勝的志乃也被嚇得無法動彈。
預賽中，志乃對陣雙手被佐助廢掉的薩克鐙。對手一上來就給志乃一個下馬威，原來薩克的左手還可以使用，對攻中，志乃被薩克的斬空波擊倒。可令薩克沒想到的是，志乃利用蟲子擋住攻擊，並放出大量蟲子形成夾攻。志乃使對手陷入兩難，攻擊蟲子，志乃本人會攻過來，相反，攻擊志乃，蟲子會進攻。志乃勸對手投降，並奉勸對手凡事要留一手。這話激怒了薩克，他抽出了右手，這樣志乃的夾攻被化解了，于是，薩克使出了他的王牌──斬空極波。就在眾人認為薩克已獲得勝利時，薩克雙手卻都爆開了。原來，志乃早就對蟲子下了命令，堵住薩克雙手上麻煩的風洞，薩克絕招的能量無法釋放，就從手臂上爆出。“這才是我所說的留一手！”志乃也就獲得進軍決賽的入場券。
志乃決賽中的對手是勘九郎。內容詳見勘九郎。
戰鬥后的志乃中毒倒下，后被其父用驅毒虫除毒。

### 佐助拯救篇
鳴人曾向鹿丸提議邀請志乃加入營救佐助的小隊當中，但當時志乃已經跟他的父親執行任務去了，因此只好邀請其他下忍參與任務。志乃回來後，對於自己沒有參與營救佐助的行動相當介意。

### 尋找微香蟲篇
油女志乃帶領渦卷鳴門、日向雛田和犬塚牙一隊人來到微香蟲的生存地點。眾人正要爬下峭壁之際，鳴門失足掉下，志乃使出他身內的蟲去救了鳴門一命。當他們到達微香蟲地點之際，被上水流一族發現。上水流很在意油女家族的族人，並對志乃虎視眈眈。

### 不可笑喪禮篇
志乃帶領鳴門帶目的地，委託人要求他們代領自己出席父親的喪禮，並且在過程中不可以笑，不然便失去繼承家產的權利，但志乃不幸中毒而不斷笑，所以由鳴門出席，委託人的家人在過程中不斷引鳴門笑，但最後卻發現喪禮是委託人的父親弄出來，從而讓家人和好如初。

## 第二部
第二部中的志乃更加神祕，從頭到腳包得密不透風。鳴人修煉歸來，完全沒有認出志乃，但卻馬上認出了牙和雛田，這讓志乃很不滿認為鳴人完全忽略自己的存在，相當生氣。

### 追捕宇智波鼬篇
卡卡西向綱手推薦了志乃他們小組，並由卡卡西擔任隊長，走上了尋找佐助之旅。不過還是跟雛田相同，完全未使出招術，頂多還是第一部的老樣子 ( 從袖子跑出一群蟲子探索 )。一行人在途中遇上了在曉組織自稱為宇智波斑的鳶。因為鳶擁有讓忍術穿過身體的特殊能力，故卡卡西決定讓擁有秘術的他來應付鳶。志乃自信能看穿對方的忍術，使出秘術『蟲玉』包圍鳶，並侵蝕其查克拉，志乃認為憑己之力即可擊敗鳶，以彌補之前沒參加營救佐助任務之損失，不料鳶突然從包圍中消失，並現身在另一頭，使志乃大感詫異，同時判定那不是瞬身術。他對佐助擊敗鼬之事，並不感到驚訝。

### 佩恩入侵木葉篇
志乃跟父親及族人迎戰『曉』的小南，之後的小南帶走彌彥與長門的屍體並脫離『曉』。及後鳴人回到木葉，他與父親也在迎接的群眾行列內。

### 五影會談篇
與紅班、凱班及阿斯瑪班成員聆聽了小櫻出發前請求保密的事件。

### 忍界戰爭篇
油女志乃被分配到第五部隊 特種戰鬥聯合軍部隊，與井野、犬塚爪、犬塚牙同一隊，他認為這個時候不能表現太過高調，卻因此引來井野的吐槽。
在無限月讀的夢中夢見自己發現昆蟲新品種。

#### 結局篇
第四次大戰落幕數年後，擔任忍者學校的老師，教授著與自己同期夥伴們的後代。

## 博人传
《博人传-火影次世代-》中志乃在忍者学校当老师，但却管不住自己的学生，缺乏威严感。雖然有著對教學的熱情，但對於他的話不會被學生聽到最後感到難過，也對於自己從少年時代就不擅與他人交流這點感到煩惱。在舉辦巳月的歡迎會卻嚴重失敗之後情緒失落導致被「黑色查克拉」控制，隔天以課外教學的名義叫出慕留人、鹿代、巳月並想殺掉他們，在三人的奮戰下恢復原樣，之後感到後悔並打算辭去教師一職，被慕留人挽留，將目前為止發生的一連串事件向鳴人報告。主动请缨收留笕菫。

## 術
志乃的術多以寄壞蟲來施展。
| 招式名稱    | 簡介 | 種類     | 等級 |
| ----------- | --- | -------- | ---- |
| 寄壞蟲忍術  | 油女一族秘傳技術，寄壞蟲可供油女一族使用，具抗體能力。 | 秘傳、忍 | -    |
| 蟲分身      | 將無數的蟲子作出自己的分身，可用以迷惑敵人。 | 秘傳、忍 | -    |
| 秘術·喚蟲   | 尋找微香蟲時，油女志乃的術，用以尋找四面八方的昆蟲。 | 秘傳、忍 | -    |
| 蟲縛        | 用蟲子縛住敵人，使敵人不能行動。 | 秘傳、忍 | -    |
| 蟲壁        | 用蟲子製成防禦壁，但是不能防禦引爆符。 | 秘傳、忍 | -    |
| 秘術·蟲寄   | 出現於動畫片末劇場，能驅使附近的昆蟲出沒。 | 秘傳、忍 | -    |
| 秘術·蟲繭   | 用查克拉制造虫茧，紧急孵化更多的虫参加战斗。 | 秘傳、忍 | -    |
| 秘術·蟲玉   | 利用寄壞蟲包附敵人全身，使其被蟲吸盡查克拉而亡。 | 秘傳、忍 | -    |
| 秘術·蟲龍捲 | 出現於動畫原創篇，利用埋伏在敵人周圍的寄壞蟲製造出一股旋風包圍敵人，將困在其中的敵人不留半點痕跡的吸食殆盡。                                                                                 | 秘傳、忍 | -    |
| 紡鎚陣      | 出現於動畫原創篇，利用寄壞蟲旋轉成旋風一般，如紡鎚針鑽食敵人。 | 秘傳、忍 | -    |
| 秘術·蟲沼   | 《終極風暴世代》原創忍術，將寄壞蟲送入地底後，把目標腳下的地面化作由寄壞蟲架構而成的蟲沼，藉此將目標吞入找中後，蟲沼再連同目標一起漂浮於空中化作球狀時，再瞬間向內壓縮、爆炸，藉此重創目標。 | 秘傳、忍 | -    |
| 寄大蟲·蟲噬 | 於633「向前邁進」中出現，召喚一隻寄大蟲吸食敵人的查克拉，但如果查克拉量不合其胃口，寄大蟲便會開始噬食敵人本體，此術被志乃本人形容被牠寄生會相當棘手。                                        | 秘傳、忍 | -    |

## 個人檔案
- 生日：1月23日
- 星座：水瓶座
- 血型：AB型
- 性格、特徵：嚴格、秘密主義、撲克臉、缺乏存在感
- 興趣：觀察蟲子〈生態調查〉、玩九尾娃娃
- 喜歡的食物：生菜沙拉、冬瓜
- 討厭的食物：味道強烈的東西
- 想要交手的對象：強者
- 喜歡的字句：最後的王牌、要問為什麼的話
- 喜歡的顏色:暗黃綠色
- 喜歡的花:魚腥草
- 查克拉屬性：火、土、陽[1]
- 忍者學校畢業年齡: 12
- 中忍升級年齡：14